# Luis Pardo
Luis Pardo Villalón (Santiago del Cile, 20 settembre 1882 – Santiago del Cile, 21 febbraio 1935) è stato un militare, diplomatico ed esploratore cileno.
È noto per aver salvato nell'agosto 1916 i naufraghi della spedizione Endurance bloccati sull'isola Elephant.

## Formazione
Entrato nella scuola della marina cilena nel luglio 1900, diventa pilota di terza classe nel giugno 1906. Viene promosso a pilota di seconda classe nel settembre 1910 e assegnato alla base navale Apostadero Naval de Magallanes al comando di un piccolo vapore chiamato Yelcho.

## Il salvataggio sull'isola Elephant
Durante la spedizione Endurance in Antartide, l'omonima nave di Ernest Shackleton viene intrappolata dalla banchisa mentre naviga nel mare di Weddell. Nove mesi dopo le forze del ghiaccio la frantumano e costringono l'equipaggio ad una forzata marcia in Antartide che li porta, dopo anche un tratto di navigazione a bordo di scialuppe, sull'isola Elephant nelle Shetland Meridionali. Il 24 aprile 1916 Shackleton salpa con altri cinque uomini a bordo della scialuppa James Caird per un percorso di oltre 1 500 chilometri che lo porterà sino alla Georgia del Sud in cerca di soccorsi.
Raggiunto l'obiettivo, Shackleton non riesce però a recuperare gli uomini rimasti indietro a causa delle difficoltà di navigazione create dal ghiaccio galleggiante. Dopo tre infruttuosi tentativi di raggiungere l'isola Elephant, Shackleton riesce a convincere il governo cileno a fornirgli la Yelcho, un vapore lungo 36.5 metri comandato dal capitano Pardo. Con Shackleton a bordo la nave salpa il 25 agosto da Punta Arenas sullo stretto di Magellano. Pur con le avverse condizioni meteorologiche che caratterizzano l'inverno australe, la nave raggiunge l'isola Elephant il 30 agosto 1916 riuscendo a salvare tutti gli uomini rimasti. Tornata a Punta Arenas il 3 settembre, salvati e salvatori vengono accolti in modo entusiastico dalla popolazione locale e dalle autorità della marina cilena.

## Dopo il salvataggio
Il capitano Pardo viene accolto da eroe, immediatamente promosso a pilota di prima classe e insignito di numerose onorificenze civili e militari, compreso un bonus di 10 anni di servizio. Il governo britannico, tra i vari onori, gli riserva anche una elevata somma in denaro che viene però rifiutata da Pardo dicendo che ha fatto soltanto il suo dovere di militare cileno. Si congeda dalla marina nel 1919 e viene successivamente nominato console cileno a Liverpool.